# شکارچیان (گروه موسیقی)

گروه شکارچیان

شکارچیان - (به انگلیسی: The Huntingtons) یک گروه پانک از بالتیمور، مریلند است که در سال‌های ۱۹۹۳–۱۹۹۴ میلادی در منطقه مریلند و دلاور، که توسط کلیف پاول (نام مستعار کلیفی هانتینگتون)، مایک هولت (نام مستعار میکی هانتینگتون) و مایک پیرس (نام مستعار مایک هانتینگتون) شکل گرفت. این گروه به شدت تحت تأثیر رامونز قرار دارد.

## سوابق
اولین آلبوم این گروه با نام شانزده شیرین (به انگلیسی: Sweet Sixteen) در سال ۱۹۹۶ میلادی توسط پرواز تارت رکوردز منتشر شد.

## اعضا
تا تاریخ January ۲۰۱۶
کنونی
- مایک هولت ("Mikey"): گیتار باس، آوازهای سرب (۱۹۹۳ - حال)
- کلیف پاول ("کلیفی"): گیتار، آواز پشتیبان (۲۰۰۳–۲۰۰۱، ۲۰۰۵ - در حال حاضر)
- جاش بلک ووی ("جونی"): گیتار، آواز پشتیبان (۱۹۹۹ - حال)
- کریس الر: طبل‌ها (۲۰۱۵ - در حال حاضر)

پیشین
- مایک پیرس ("مایک"): طبل (۱۹۹۴–۱۹۹۱، ۲۰۰۹)
- تام رهبین ("تامی"): گیتار (۱۹۹۶–۱۹۹۷)
- برد بر ("بردلی"): گیتار (۱۹۹۷–۱۹۹۸)
- آدام گاربینسکی ("A. جی"): گیتار (۱۹۹۸–۱۹۹۹)
- جاستین گاربینسکی ("دنی # ۱"): درامز (۱۹۹۸–۱۹۹۹)
- دیوید پیترسن ("دیوی"): طبل‌ها (۱۹۹۹)
- چاد پراتر ("CJ"): گیتار (۱۹۹۹)
- جاش زیمر ("دنی # ۲"): درامز (۱۹۹۹–۲۰۰۱)
- مت کرکلی ("Marty"): گیتار باس، آوازهای سرب (۲۰۰۰)
- آرجی. اسمیت: طبل‌ها (۲۰۰۱)
- ریک وایز: درامز (۲۰۰۱–۲۰۰۵، ۲۰۰۷–۲۰۱۵)
- اندی دیبیاسو: گیتار، آواز پشتیبان (نمایش ۲۰۰۱–۲۰۰۲+ ۱ نمایش در تاریخ ۲۰۱۵)
- تام جیاچرو: گیتار، آواز پشتیبان (۲۰۰۳–۲۰۰۴)

## دیسکوگرافی
آلبوم‌های استودیویی
- شیرین شانزده (۱۹۹۶)
- موشک به رامونیا (۱۹۹۶)
- سرگرمی و بازی (۱۹۹۷)
- دبیرستان راک (۱۹۹۸)
- پرونده تحت رامونز (۱۹۹۹)
- گمشده (۱۹۹۹)
- جراحی پلاستیک (۲۰۰۰)
- عادتهای Rock 'n' Roll برای موج جدید (۲۰۰۱)
- آهنگ در کلید شما (۲۰۰۱)
- آلبوم خود دارای عنوان (۲۰۰۳)
- Pug the Plug (2005)
- مورتو، کارسل، ای روکانرول! (۲۰۲۰)

تقسیم آلبوم‌ها
- تقسیم (۲۰۰۰)
- صداهای آرامش بخش … (۲۰۰۳)

انتشارات
- All Stuff (و موارد دیگر) -Vol 1 (۱۹۹۸)
- بزرگ شدن سرگرم‌کننده نیست: استانداردهای '۹۵ - '۰۵ (۲۰۰۵)
- پانک صداها (۲۰۰۹)
- ۱-۲-۳-۴ !: کامل سالهای اولیه از بین رفت (۲۰۱۰)
- Prime Times: نوارهای Tascam (۲۰۱۵)

آلبوم‌های زنده
- زنده: خوب، بد و زشت (۱۹۹۹)

EP
- تنها (۱۹۹۷)